# بيتسي بيكر (معمرة)
بيتسي راسل بيكر (بالإنجليزية: Betsy Baker)‏ (20 أغسطس 1842 - 24 أكتوبر 1955)، معمرة بريطانية أمريكية المولد وكانت أول معمره تدرج في موسوعة جينيس العالمية في ذلك الحين لانها كانت أكبر شخص في العالم. في عام 2002، أكد الباحثون أنها كانت أقدم شخص على قيد الحياة في العالم من حيث معايير التحقق الحديثة لفترة غير معروفة من الزمن قبل وفاتها في 24 أكتوبر 1955.
ولد في Brington العظمى، انكلترا في المملكة المتحدة، وقالت هاجر إلى الولايات المتحدة الأمريكية دولة ولاية نبراسكا. توفيت في تيكومسيه بولاية نبراسكا، البالغ من العمر 113 عاما و 65 يوما، بعد أن عاش في مقاطعة جونسون لمدة 65 عاما. وكانت الشخص الثاني في العالم (بعد ديلينا فيلكنز) قد بلغ من العمر 113 و قد تم التحقق من صحتها وفقا للمعايير الحديثة.